# Kalbarri
Pour les articles homonymes, voir Kalbarri (homonymie).
Kalbarri (1 336 habitants) est une ville côtière située à 590 km au nord de Perth en Australie Occidentale. Sa population passe à 10 000 habitants en pleine saison touristique.
La ville est orientée vers le tourisme avec des distractions comme l'alimentation des pélicans, le Parc national de Kalbarri, la rivière et les gorges de la Murchinson.

## Galerie

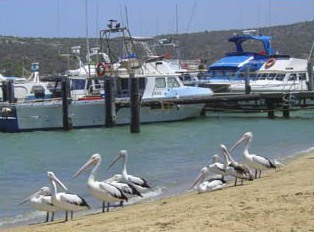
les pélicans de Kalbarri
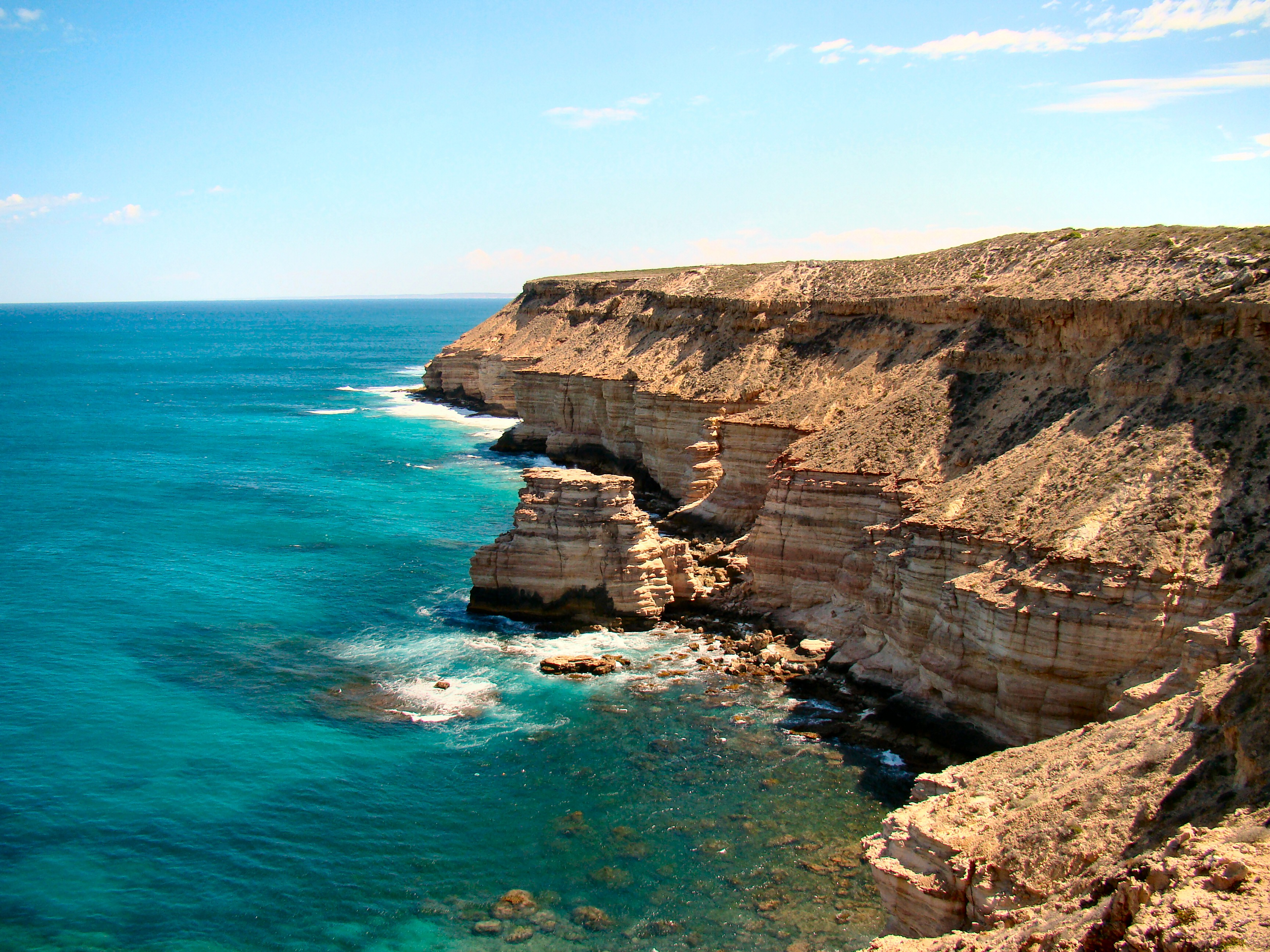
Côte au sud de Kalbarri